# Karl Heinrich Ulrichs
Karl-Heinrich Ulrichs (Aurich, Alemanha, 28 de Agosto de 1825 – Áquila, Itália, 14 de Julho de 1895) é considerado um pioneiro do Movimento Gay.

## Juventude
Ulrichs nasceu em Aurich, então parte do Reino de Hanôver, no noroeste da Alemanha. Ulrichs recorda que na sua juventude gostava de vestir roupa feminina, preferia brincar com meninas e queria ser uma menina. A sua primeira experiência homossexual ocorreu em 1839, quando tinha 14 anos, no decurso de um breve namoro com um instrutor de equitação. Formou-se em direito e teologia na Universidade de Gottingen em 1846. De 1846 a 1848 estudou história na Universidade de Berlim, onde escreveu uma dissertação (em Latim) sobre a Paz de Vestfália.
De 1849 a 1857 trabalhou como advogado oficial junto da comarca de Hildesheim, em Hanover. Foi demitido em 1859 quando a sua homossexualidade se tornou óbvia.

## Campanha pela reforma sexual
Em 1862, Ulrichs tomou a difícil decisão de contar à sua família e aos amigos que era, nas suas próprias palavras, um Uraniano, e começou a escrever sob o pseudónimo de Numa Numantius. Os seus primeiros cinco ensaios, coligidos sob o título Forschungen über das Räthsel der mannmännlichen Liebe ("Pesquisas sobre o Enigma do Amor Entre Homens"), defendiam que tal amor era natural e biológico: anima muliebris virili corpore inclusa (uma psique feminina confinada num corpo masculino). Nestes ensaios, Ulrichs cunhou novos termos para descrever diferentes orientações sexuais e identidades de género, incluindo Uraniano para um homem que deseja outros homens, e Dioning para um homem que se sente atraído por mulheres. Estes termos fazem referência a uma secção do Banquete de Platão em que estes dois tipos de amor são discutidos, simbolizados por uma Afrodite que nasceu do pênis de uma divindade masculina (Urano), sem participação feminina, e uma Afrodite que nasceu de um casal (Zeus e Dione). Ulirchs também cunhou palavras para os contrapartes femininos, para bissexuais e interssexuais.
Depois destes primeiros ensaios, Ulrichs rapidamente abandonou o pseudónimo e passou a publicar com o seu nome verdadeiro (possivelmente a primeira "saída do armário" pública) e escreveu uma declaração de suporte legal e moral a um homem preso por ofensas sexuais. Em 29 de Agosto de 1867, Ulrichs tornou-se o primeiro homossexual declarado a falar publicamente em defesa da homossexualidade quando solicitou ao Congresso de Juristas Alemães, em Munique, que apoiassem a eliminação das leis discriminando homossexuais. Foi vaiado. Dois anos mais tarde, em 1869, o escritor austríaco Karl-Maria Kertbeny lançou o termo "homossexual", e dos anos 1870 em diante o tema orientação sexual (como hoje em dia dizemos) passou a ser amplamente discutido.
Nos anos 1860, Ulrichs viajou pela Alemanha, sempre escrevendo e publicando, e sempre com problemas com as autoridades — embora sempre devido a palavras que não a actos e ofensas sexuais. Em 1864, os seus livros foram confiscados e banidos pela polícia da Saxónia, o que mais tarde se repetiu em Berlim e, de um modo geral, por toda a Prússia. Correntemente já foram reeditados vários dos mais importantes ensaios de Ulrich, tanto em alemão como em traduções para outras línguas.
Ulrichs era um patriota e, quando a Prússia anexou a sua Hanover em 1866, foi preso por oposição ao domínio prussiano. No ano seguinte deixou para sempre Hanover e mudou-se para Munique, onde discursou perante a Associação de Juristas Alemães sobre a necessidade de reformar as leis contra a homossexualidade. Mais tarde viveu em Wurzburg e Stuttgart.
Em 1879, Ulrichs publicou o seu décimo-segundo e último ensaio das "Pesquisas sobre o Enigma do Amor Entre Homens". Fraco de saúde, e sentindo que tinha feito todo o possível na Alemanha, exilou-se voluntariamente em Itália. Durante vários anos viajou pelo país antes de se instalar em L'Aquila, onde a sua saúde melhorou.
Continuou a escrever prolificamente e a publicar as suas obras (em alemão e latim) à sua própria custa. Em 1895, pouco antes de falecer em L'Aquila, recebeu um diploma honorário pela Universidade de Nápoles. A sua lápide tem escrito (em latim), "Exilado e Pobre" (em que "pobre" será um pouco de exagero romântico). No seu discurso fúnebre Marquis Niccolé, o proprietário rural que hospedara Ulrichs em L'Aquila, afirmou:
| “ | Mas a tua perda, ó Karl Heinrich Ulrichs, não fará desvanecer a fama da tua obra nem a tua virtude… antes pelo contrário, enquanto a inteligência, a virtude, o conhecimento, a visão, a poesia e a ciência forem cultivados na Terra e sobreviverem à fraqueza dos nossos corpos, enquanto a nobre proeminência do génio e do conhecimento forem recompensados, nós e os que vierem depois de nós derramaremos lágrimas e espalharemos flores no teu venerado túmulo. | ” |
|   | — Marquis Niccolé. |   |

Já na fase final da sua vida Ulrichs escreveu:
| “ | Até ao dia em que eu morrer olharei para trás com orgulho pela coragem que encontrei para enfrentar cara a cara o espectro que desde tempos imemoriais tem vindo a injectar veneno em mim e nos homens da minha natureza. Muitos foram levados ao suicídio pois toda a sua felicidade de viver foi manchada. Na realidade, estou orgulhoso por ter encontrado coragem para desferir o golpe inicial na hidra do desprezo público. | ” |
|   | — Karl Heinrich Ulrichs. |   |

## Legado
Esquecido durante muitos anos, Ulrichs está actualmente a transformar-se numa figura de culto na Europa. Foram baptizadas ruas com o seu nome em Munique, Bremen e Hanover. O seu aniversário é celebrado anualmente com festas de rua e leituras de poesia na Karl-Heinrich-Ulrichs-Platz em Munique. A cidade de L'Aquila restaurou o seu túmulo e patrocina uma peregrinação anual ao cemitério. 
Com o passar o tempo, activistas dos direitos dos homossexuais reconhecem a sua dívida a Ulrichs; Magnus Hirschfeld referência largamente Ulrichs no seu livro A Homossexualidade de Homens e Mulheres (1914) e Volkmar Sigusch chamou Ulrichs de "o primeiro homem gay da história mundial"
A ILGA atribui anualmente o Prémio Karl Heinrich Ulrichs Award por contribuições ilustres para o avanço da igualdade sexual.
Em uma entrevista, o historiador Robert Beachy disse que: "Acho que é razoável descrever [Ulrichs] como a primeira pessoa gay a se expor publicamente"

## O livro "Araxes"
Publicado em 1870, o livro de Ulrichs, "Araxes: um Apelo à Libertação do Uraniano das Leis Penais" é notável pela sua similitude com o discurso do moderno movimento gay e lésbico:
| “ | O Uraniano é também uma pessoa. Também tem, por isso, direitos inalianáveis. A sua orientação sexual é um direito estabelecido por natureza. Os legisladores não têm direito de vetar a natureza; de perseguir a natureza no curso da sua obra; de torturar seres vivos por serem sujeitos às forças que a natureza lhes deu. O Uraniano é também um cidadão. Também tem, por isso, direitos civis; e correspondendo a esses mesmos direitos, o Estado tem certos deveres a cumprir. O Estado não tem o direito de agir por despeito ou simplesmente por gostar de perseguir. O Estado não está autorizado, como no passado, a tratar os Uranianos como entidades fora do âmbito da Lei. De facto, os legisladores tem o direito de fazer passar leis contendo certas expressões de conduta Uraniana, tal como estão empossados para legislar sobre o comportamento de todos os cidadãos. Nesse sentido, podem proibir os Uranianos de: (a) seduzir menores do sexo masculino; (b) violar os direitos civis (pelo uso de força, ameaça, abuso de pessoas incapacitadas psicologicamente, etc.); (c) indecência pública. A proibição de expressão de desejo sexual, isto é, entre adultos que consentem e em privado, está fora do âmbito da esfera legal. Neste caso todas as justificações para acusação legal têm falta de fundamento. Os legisladores são impedidos de actuarem nestes casos por respeito aos direitos humanos e aos princípios de um estado de direito. O legislador está impedido pelas leis da justiça, que proíbem a aplicação de padrões duplos para casos semelhantes. Enquanto o Uraniano respeitar as orientações (a), (b) e (c) acima, o legislador não deve proibi-lo de se submeter às verdadeiras leis da natureza a que está sujeito. Nestas condições o amor Uraniano não é em nenhum caso um crime real. Todas as indicações nesse sentido são inválidas. Nem sequer é vergonhoso, decadente ou malvado, simplesmente porque é a instanciação de uma lei da natureza. É considerado como um dos muitos crimes imaginários que mancharam os códigos de justiça da Europa para vergonha das gentes civilizadas. Criminalizar estes actos é, portanto, uma injustiça perpretada oficialmente. Só porque os Uranianos são desafortunados por serem uma pequena minoria, isso não é razão para prejudicar os seus direitos civis inalianáveis. As leis sobre a liberdade num estado de direito têm que ter em consideração as suas minorias. E independentemente do que os legisladores tenham feito no passado, as leis da liberdade não conhecem limitações. Os legisladores devem desistir logo de início de desalojar o impulso sexual do Uraniano em qualquer situação. Nem mesmo as piras incendiárias em que foram queimados Uranianos em séculos passados o conseguiram. Nem mesmo amordaçá-los e amarrá-los foi eficaz. A batalha contra a natureza é impossível de vencer. Mesmo o governo mais poderoso, com todos os meios de coerção que pode utilizar, é demasiado fraco para vencer a natureza. Por outro lado, o governo é capaz de controlar a batalha. A razão e a consciência do sentido próprio de moral do Uraniano oferecem ao governo cooperação franca na persecução desse objectivo. | ” |
|   | — Karl Heinrich Ulrichs, in "Araxes: um Apelo à Libertação do Uraniano das Leis Penais" (1870). |   |